# 戸塚悦朗
戸塚 悦朗（とつか えつろう、1942年（昭和17年）- ）は、日本の弁護士。龍谷大学安重根東洋平和研究センター客員研究員。

## 人物
「強制従軍慰安婦」、韓国人 慰安婦の対日補償請求運動を支援し、1992年2月国連人権委員会で、朝鮮・韓国人の戦時強制連行問題と「従軍慰安婦」問題をNGO「国際教育開発」の代表として初めて提起し、日本政府に責任を取るよう求め、国連の対応をも要請するなど、今日の日本の慰安婦問題に多大な影響を与えた。また、慰安婦の呼称として「性奴隷（Sex slaves）」を提唱し、日弁連や国連に使用を働きかけた。内縁の妻は元挺対協（現：正義連）山下英愛。

## 経歴
静岡県浜松市生まれ。1960年、立教大学理学部物理学科入学。立教大学大学院文学研究科(心理学専攻)に進学するが、1965年に中退。1967年に立教大学法学部法学科に学士入学し、1970年に卒業。
1971年、最高裁判所司法研修所入所。1973年、弁護士登録（第二東京弁護士会）。
1988年、ロンドン大学大学院客員研究員（〜1995年）。
1993年、日本弁護士連合会会海外調査特別委員（〜1997年）。
1996年、ソウル大学客員研究員。1998年ワシントン大学客員研究員。
2000年、神戸大学大学院国際協力研究科助教授就任。
2001年、ブリティッシュコロンビア大学法学部客員助教授。
2002年12月12日、戦時性的強制被害者問題解決促進法案審議第155回国会参議院内閣委員会で意見陳述。
2003年、龍谷大学法学部教授。 2004年より国際人権政策研究所事務局長。国際人権政策研究所は、戸塚が民主党本岡昭次元参議院議員に依頼してつくった機関である。
2005年、龍谷大学法科大学院教授、2010年、退職。
2013年、日本融和会ジュネーブ国連代表。
2019年公開の慰安婦問題を扱ったドキュメンタリー映画『主戦場』に出演した。

## 発言・主張
日本は人権途上国
日本は「人権途上国」であり、1926年の奴隷条約を日本が未批准であることは憲法98条2項に違反するとし、さらに慰安婦は「まさに奴隷」「性奴隷 (Sex Slaves) であった」と主張している。「国際人権条約を守らないのは、日本とマダガスカルとルワンダだけ」とも語っている。
日本政府が個人通報制度を受諾すれば、日本国内で最高裁判所で敗訴した場合でも、国連に訴えることができ、日本の人権が向上すると主張。また、日本社会ではいじめ、体罰、精神病院での虐待や不法監禁、家庭内DV、恋人への強姦、ヘイトスピーチ、インサイダー取引など、「日本には処罰すべき者を処罰しないという慣行」がずっと存在しており、「慰安婦の問題で処罰しないのと同じ」と主張している。
韓国併合は無効
韓国併合について、韓国皇帝の署名もなく、枢密院事務局長都筑馨六筆の伊藤博文復命書に「高宗皇帝が同意しなかった」と元は書いてあったのを消した跡があり、したがって、明治天皇は虚偽報告を受けていたとして、韓国併合は無効だったと主張している。
福島原発ALPS処理水について
東京電力福島第一原子力発電所のALPS処理水の海洋放出問題について、国連海洋法条約第194条第3項違反と主張している。報道によれば、戸塚はALPS処理水を「放射能汚染水」と呼んでいる。
政治的立場
自身の政治的立場については、「私は左翼じゃありません。むしろ保守、ナショナリスト」と発言している。
世界抗日戦争史実維護連合会の創設者で、現副会長のイグナシアス・ディンは、彼を「中国政府のロビイストである」と発言している。

## 著書
単著
- 『日本が知らない戦争責任　国連の人権活動と日本軍慰安婦問題』現代人文社、1999年
  - 韓国語版『私は慰安婦ではない 私は性奴隷だった』[12]朴洪圭訳、ソナム出版社、 2001年
- 『図際人権法入門-NGOの実践から』明石書店、 2003年
- 『ILOとジェンダ一　性差別のない社会へ』日本評論社、 2006年
- 『普及版 日本が知らない戦争責任 日本軍「慰安婦」問題の真の解決へ向けて』現代人文社、 2008年
- 『国連人権理事会』日本評論社、 2009年

共著
- 「精神医療と人権(1)収容所列島日本」亜紀書房、 1984年
- 「精神医療と人権 (2)人権後進国日本」亜紀書房、 1985年
- 「精神医療と人権 (3)人間性回復への道」亜紀書房、 1985年

対談
- 土屋公献・戸塚悦朗・有光健「対談:戦後補償実現の可能性ー裁判、立法、国際情勢を語る」法学セミナー608号、 2005年8月。